# 阿史那伏念
阿史那伏念（？—681年）又作史伏念，是唐初突厥人，是東突厥末代可汗頡利從兄之子。
永隆元年（680年），突厥溫傅部在夏州迎接伏念，渡過黃河後立伏念為可汗，得到諸部落響應，与唐军对抗。唐朝詔裴行儉率兵討伐伏念，中离间计，与温傅互相猜忌，被唐军各个击破。伏念最終因形勢不利，得到裴行儉承諾不殺後，開耀元年（681年）七月執送溫傅請降。九月，与溫傅等突厥首领五十四人押送至长安。可是伏念被帶到長安後卻被處斬，行儉對此有怨言，遂稱疾不出。